# Людвиг II (король Баварии)
Лю́двиг II О́тто Фри́дрих Вильге́льм Бава́рский (нем. Ludwig II. Otto Friedrich Wilhelm von Bayern; 25 августа 1845, дворец Нимфенбург, Мюнхен — 13 июня 1886, Штарнбергер-Зе близ Берга) — король Баварии (1864—1886) из династии Виттельсбахов. Старший сын Максимилиана II. Вошёл в историю как «сказочный король» благодаря эксцентричному поведению и построенным при нём замкам, самый знаменитый из которых Нойшванштайн. Из-за больших финансовых расходов на строительство замков и слухов о гомосексуальности он был признан душевнобольным и отстранён от власти. Его загадочная гибель у Штарнбергерского озера 13 июня 1886 года породила массу гипотез и теорий.

## Биография

### Родители и детство
Старший сын кронпринца Максимилиана и кронпринцессы Марии Фридерики, Людвиг II родился в Мюнхене 25 августа 1845 года в 00:30. При крещении он получил имя Отто Фридрих Вильгельм Людвиг, но по настоянию его деда, который родился также 25 августа, мальчика назвали Людвигом. Спустя три года, в 1848 году, родился брат Людвига Отто. Детство и юность братья провели преимущественно в замке Хоэншвангау в окружении воспитателей.
После отречения деда Людвига I в 1848 году баварский трон занял отец Людвига Максимилиан, а Людвиг получил титул кронпринца.
Во время первого посещения 2 февраля 1861 года оперной премьеры Рихарда Вагнера «Лоэнгрин» у Людвига пробудилась страсть к оперной музыке, что и повлияло на его судьбу.
Будучи в Мюнхене летом 1863 года, молодой принц знакомится с Бисмарком.

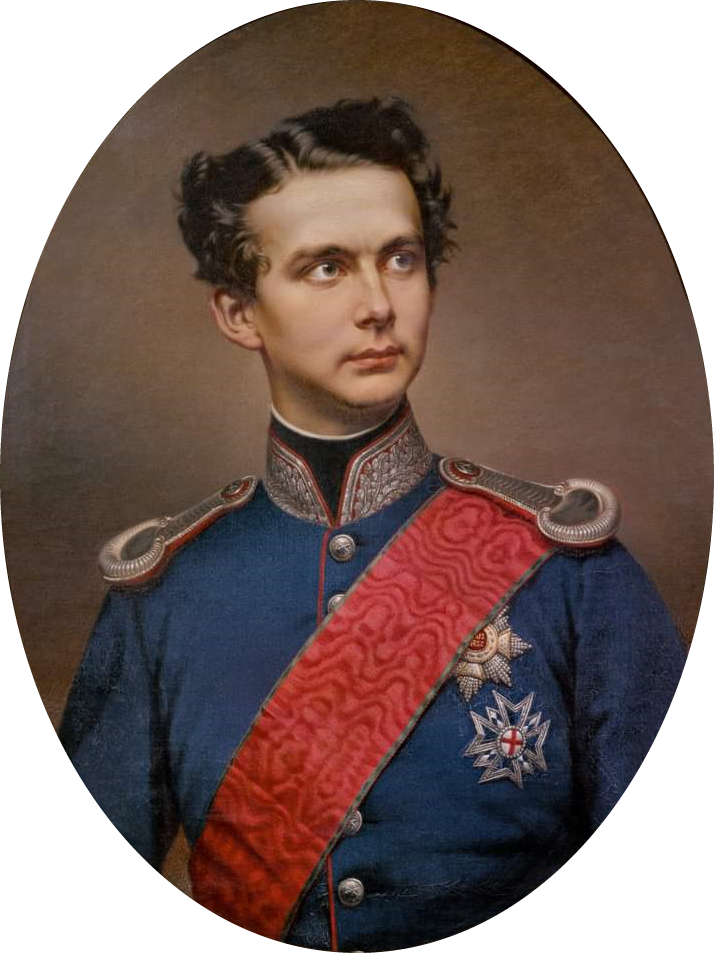
Людвиг II в 1864 году

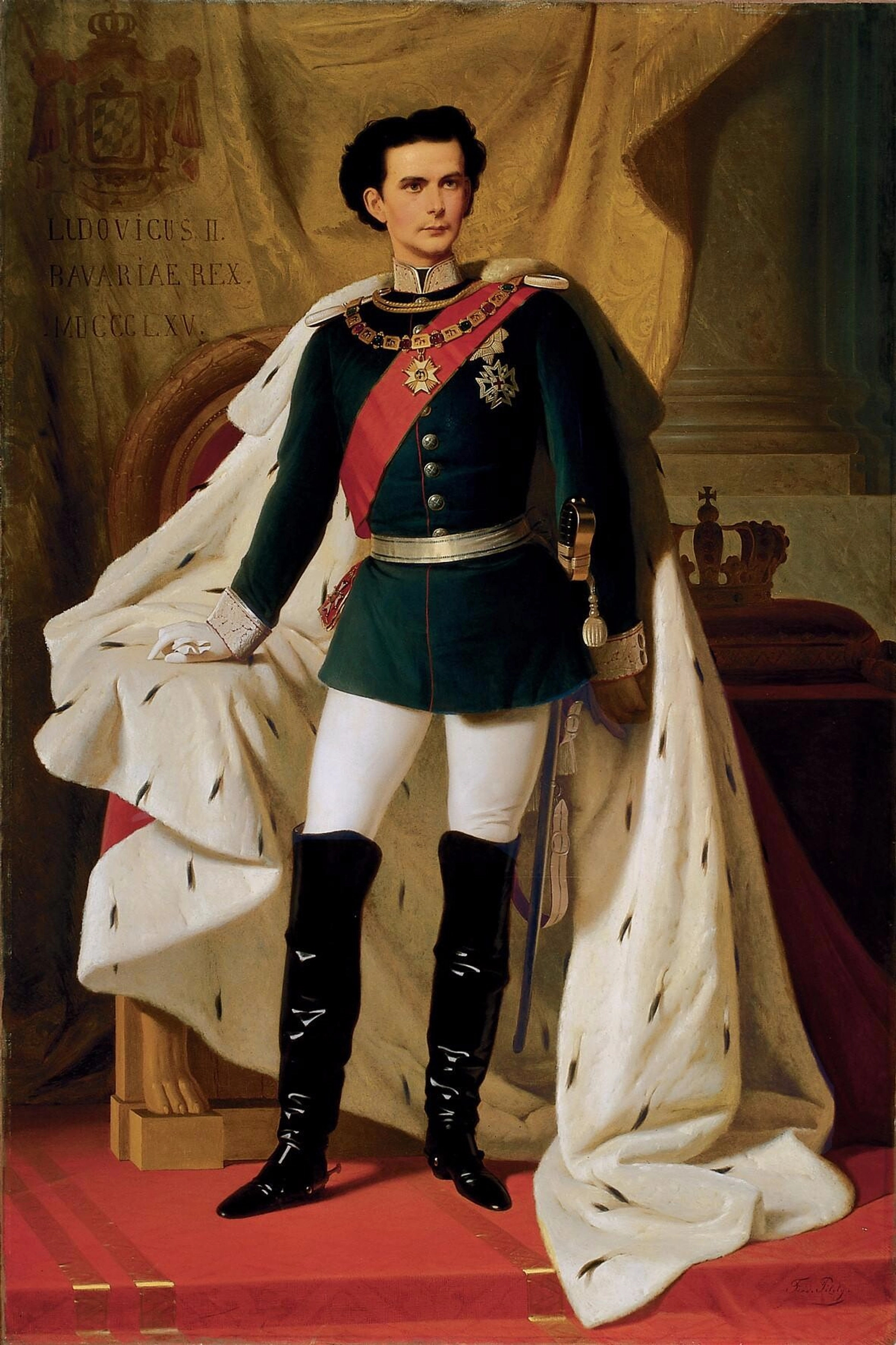
Ф. фон Пилоти. Король Людвиг II Баварский в генеральской форме с коронационной мантией. 1865. Холст, масло. Музей короля Людвига II, Кимзе, Бавария

### Вступление на престол
Король Максимилиан умер 10 марта 1864 года, в тот же день королём Баварии был объявлен 18-летний Людвиг. 11 марта в 10 часов утра в зале заседаний государственного совета Людвиг принёс клятву на конституции Баварии. Новый рослый (1,93 м) король впервые предстал общественности на траурной церемонии похорон своего отца 14 марта.
С самого начала Людвиг занялся вопросами развития культуры и, к примеру, уже 4 мая 1864 года лично познакомился с Рихардом Вагнером. Его финансовая поддержка Вагнеру в 1865 году составила 170 тысяч гульденов. Людвиг выделил средства на музыкальную драму Вагнера «Кольцо нибелунга», которую тот должен был написать за три года. В декабре 1865 года Людвиг был вынужден пойти навстречу требованиям правительства, жителей Мюнхена и его собственной семьи и выслать непопулярного Вагнера из Баварии. Но близкая дружба короля и композитора поначалу сохранялась. Премьеры опер Вагнера «Тристан и Изольда», «Нюрнбергские мейстерзингеры», «Золото Рейна» и «Валькирия» состоялись в Мюнхенском национальном театре. С 1872 года Людвиг слушал оперы Вагнера без публики. Он также финансировал строительство Дворца фестивалей Рихарда Вагнера в Байройте и поддерживал созданное Марией фон Шлейниц Байройтское патронажное общество.

### Война против Пруссии
11 мая 1866 года Людвиг подписал приказ о мобилизации, которым Бавария вступала на стороне Германского союза и Австрии в войну против Пруссии. Не имевший склонностей к военному делу, Людвиг передал военную политику в руки своих министров и уехал в Швейцарию на встречу с Рихардом Вагнером. 22 августа был подписан мирный договор, в соответствии с которым Бавария обязалась передать командование своими войсками Пруссии, выплатить Пруссии 30 млн гульденов (54 млн золотых марок) в качестве репараций и уступить Пруссии Герсфельд и Бад-Орб. В это время состоялась единственная поездка Людвига по своей стране. Он проехал по северной Баварии, через Байройт, Бамберг, Бад-Киссинген, Ашаффенбург и Вюрцбург. Завершилась поездка в Нюрнберге, где король провёл восемь дней. После неё он отдался своим романтическим идеям и удалился в свои замки, руководя страной через послания.

### Личная жизнь и сексуальная ориентация

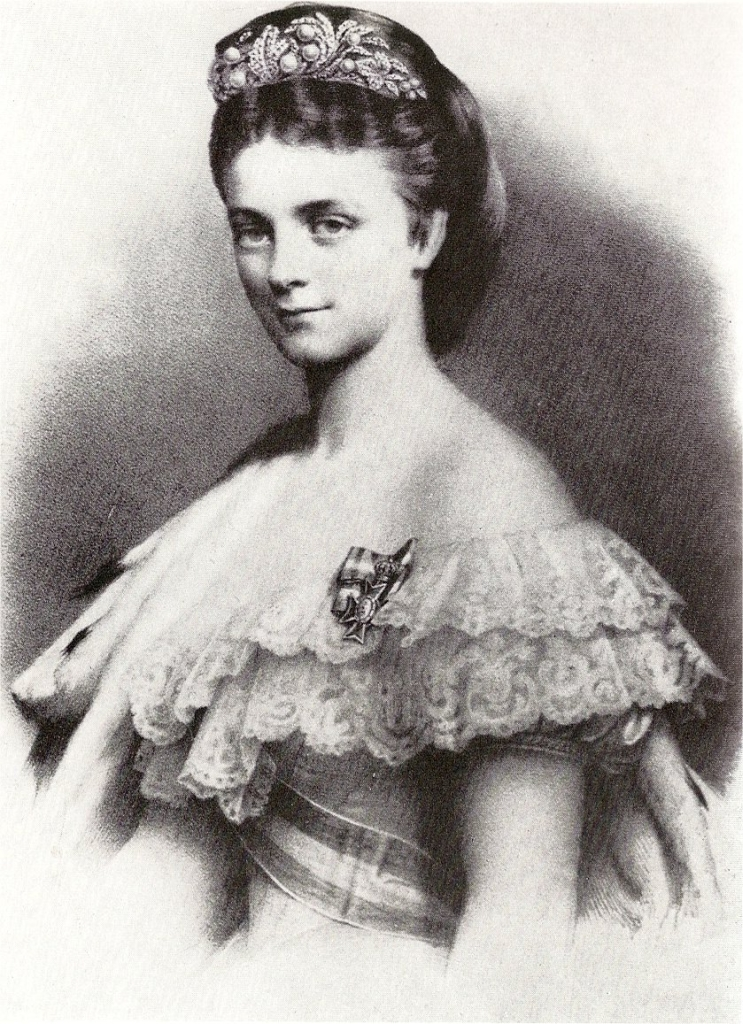
Герцогиня София Шарлотта

Главным переживанием в жизни Людвига в начале его правления было давление, оказываемое на него и призванное настойчиво напомнить о необходимости произвести на свет наследника. В 1867 году этот вопрос уже вышел на первый план.
Людвиг хотел обручиться с Софией Баварской, младшей сестрой его близкой подруги Елизаветы Австрийской. Невеста хоть и приходилась ему двоюродной тётей, но была младше Людвига на два года. Они оба разделяли глубокий интерес к работам Вагнера и вели переписку под псевдонимами персонажей вагнеровской оперы «Лоэнгрин»: она была Эльзой, а он, что примечательно, не чувствует себя влюблённым Лоэнгрином и выбирает себе псевдоним Генриха Птицелова. Помолвка была объявлена на 22 января 1867 года; несколькими днями ранее Людвиг писал Софии:

«…основой наших отношений всегда была … замечательная и очень трогательная судьба Рихарда Вагнера».
— Nohbauer, 1998, p. 40
Подготовка к бракосочетанию велась особенно тщательно. Папа Пий IX дал соответствующее разрешение, требуемое Кодексом канонического права, поскольку жених и невеста были близкими родственниками. Но Людвиг неоднократно переносил дату свадьбы и всё больше дистанцировался от происходящего, хотя уже выпускались открытки с будущей королевой и была готова свадебная карета стоимостью в миллион гульденов. В конце концов 7 октября 1867 года король разорвал помолвку, что вызвало общественный скандал и ошеломило родственников Людвига и Софии. Елизавета Австрийская писала матери:

«Насколько сильно я возмущена королём, и император тоже, можешь себе представить. Нет слов для такого поведения. Я только не понимаю, как он теперь появляется на глаза людям в Мюнхене, после всего того, что произошло. Я рада только тому, что София это так воспринимает, счастливой, видит Бог, с таким человеком она бы не стала».
Оригинальный текст (нем.)Wie sehr ich über den König empört bin und der Kaiser auch, kannst Du Dir vorstellen. Es gibt keinen Ausdruck für ein solches Benehmen. Ich begreife nur nicht, wie er sich wieder sehen lassen kann in München, nach allem was vorgefallen ist. Ich bin nur froh, daß Sophie es so nimmt, glücklich hätte sie weiß Gott mit so einem Mann nicht werden können.
— Brigitte Hamann: Elisabeth. Kaiserin wider Willen, München/Wien 1982, стр. 517
Людвиг писал своей бывшей невесте:

«Моя любимая Эльза! Ваш жестокий отец развёл нас. Вечно ваш, Генрих».
— Nohbauer, 1998, p. 40 
Никто не догадывался, что спустя три дня после объявления о помолвке София влюбилась в коммерсанта Эдгара Ганфштенгля и тайно встречалась с ним во дворце Пель. В следующем году София вышла замуж за Фердинанда Филиппа Алансонского.
Людвиг никогда не был женат, и неизвестно о каких-либо его любовницах. Как известно из его дневника (который он начал вести в 1860-е годы), личной переписки и других дошедших до нас источников, у него были сильные гомосексуальные желания, оставшиеся нереализованными и подавленными благодаря верности короля христианской вере.
Сохранились сведения о ряде его тесных дружеских отношений с мужчинами, в том числе его главным придворным конюхом Рихардом Хорнигом (1843—1911), венским театральным актёром Йозефом Кайнцом и придворным короля Альфонсом Вебером (род. 1862).
Оригиналы дневников Людвига, написанных позднее 1869 года, были утрачены во время Второй мировой, но остались все копии, сделанные в ходе расследования, проведённого в рамках заговора в 1886 году (см. ниже). Некоторые ранние дневники сохранились в секретном архиве в Мюнхене, а отрывки более поздних дневников были опубликованы Эверсом в 1986 году.

### Императорское письмо
В 1870 году по причинам политического характера Бавария приняла участие в Франко-прусской войне, направив 55 тысяч солдат. Людвиг настороженно отнёсся к провозглашению прусского короля императором. 30 ноября 1870 года король подписал составленное Отто фон Бисмарком так называемое «Императорское письмо», в котором просил прусского короля Вильгельма I принять титул германского императора. За это Бисмарк гарантировал Людвигу значительные денежные выплаты из специально созданного фонда Вельфов. В церемонии провозглашения кайзера Германии в Версале 18 января 1871 года Людвиг не участвовал (Баварию представлял брат Людвига 22-летний Отто).

### Последние годы жизни
В последние годы жизни король всё больше сторонился публики. Он уединился в замке Нойшванштайн. Его поведение казалось некоторым министрам унизительным, по причине того, что им приходилось разыскивать его в горах, чтобы получить подписи на документах. Его долги росли, строительство некоторых замков было приостановлено. Людвиг начал всё чаще работать по ночам, за что его стали называть «лунным королём». Из-за его пристрастия к уединению и замкнутости в своём мире от него стал удаляться и близкий друг, венский актёр Йозеф Кайнц. Их дружба началась ещё в апреле 1881 года с совместной поездки по Швейцарии по следам Вильгельма Телля. Но лучшим его другом и человеком, понимавшим его больше всех из его окружения, была императрица Австрии — Елизавета Баварская (Сисси). Они часто беседовали о духовности и искусстве. Это была настоящая духовная близость двух не понятых окружением сердец, воспринимаемая некоторыми современниками как нечто большее, чем просто дружба. Его последним более или менее официальным появлением стала поездка в Байройт на генеральную репетицию Байройтского фестиваля в 1876 году.
Стали ходить слухи о душевной болезни короля. Людвиг был очень своеобразным и безответственным, но вопрос о клиническом сумасшествии остаётся нерешенным. Известный немецкий исследователь мозга Хайнц Хефнер не согласился с утверждением, что безумие Людвига было очевидно. Другие полагают, что он, возможно, страдал от воздействия хлороформа, использовавшегося для облегчения хронической зубной боли, а не какого-либо психического расстройства. Его двоюродная тётя и друг, императрица Елизавета отмечала: «король не был сумасшедшим, он был просто эксцентричный, живущий в мире грёз. Они могли бы относиться к нему более мягко, и, возможно, пощадили бы его в страшный час».

### Лишение дееспособности

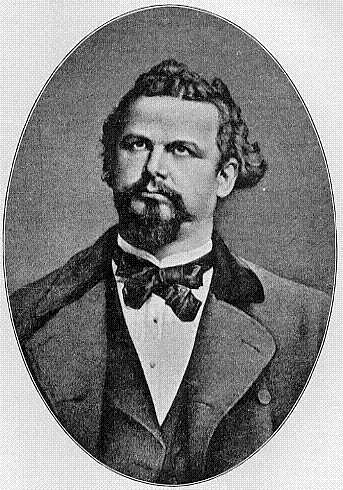
Людвиг II в поздние годы

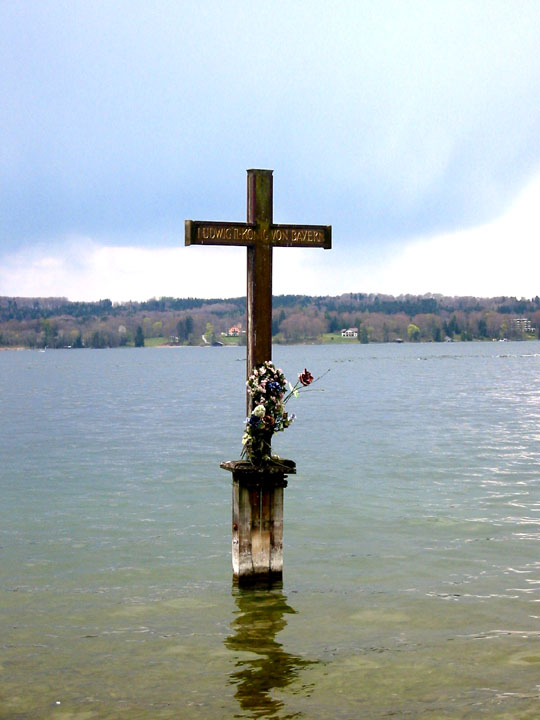
Памятный крест на месте гибели на Штарнбергском озере

8 июня 1886 года консилиум врачей на основании показаний свидетелей и без личного осмотра пациента объявил Людвига II «неизлечимо душевнобольным». 9 июня правительство лишило короля дееспособности.
В ночь на 10 июня от имени министров в Нойшванштайн на нескольких каретах прибыла специальная комиссия, целью которой было вывезти короля Людвига II на принудительное лечение. Но её не допустили в замок верные королю жандармы, пожарные и подоспевшие на шум местные жители, очень любившие своего короля. Комиссия вынуждена была искать прибежище в соседнем замке Хоэншвангау, где и была арестована и затем выслана обратно в Мюнхен.
10 июня король попытался воззвать к народу Баварии, послав в газеты открытое письмо о том, что его хотят объявить сумасшедшим безо всякого на то основания, но все письма были перехвачены, кроме одного. Потому лишь одна газета напечатала это письмо, но и её тираж был изъят по приказу правительства и не поступил в продажу. Так что ни одна публикация не дошла до народа, который любил Людвига II и мог бы стать на его защиту.
Большинство его писем и телеграмм о помощи были умело перехвачены министрами, и лишь телеграмма Бисмарку дошла до адресата.
Он так и не смог последовать совету Бисмарка появиться перед народом в Мюнхене и публично заявить об измене правительства.
В полночь 12 июня в Нойшванштайн прибыла новая комиссия и, воспользовавшись предательством одного из лакеев короля, проникла в замок. Профессор Бернхард фон Гудден имел при себе медицинское заключение, подписанное четырьмя врачами и содержавшее решение о содержании в клинике для психически больных. Первым пунктом являлось то, что Людвиг II настроил «никому не нужные» замки, потратив огромное количество денег из государственной казны. Вторым пунктом было обвинение в неучастии Людвига в жизни собственной страны. И третьим пунктом врачи указали гомосексуальные наклонности Людвига II.
По мнению Юлиуса Дизинга, тридцать лет прослужившего управляющим замка Нойшванштайн и написавшего книгу «Король Людвиг II: Жизнь и смерть короля», король был тайно схвачен и в 4 часа утра 12 июня перевезён в замок Берг. Он был захвачен в собственном замке в одной из башен, ключи от которой, как уверил его лакей, были утеряны, но вновь нашлись, и король решил проследовать в свои покои через эту башню, где и был скручен и под покровом ночи вывезен из замка.
Опекуном Людвига и принцем-регентом был назначен его дядя Луитпольд.

### Смерть на Штарнбергском озере
Около 18:30 13 июня 1886 года Людвиг отправился на прогулку в замковый парк с профессором фон Гудденом. Профессор по невыясненным причинам отослал двух сопровождавших их санитаров обратно, и дальше они с королём пошли одни. Больше живыми их никто не видел. Когда они не вернулись к восьми часам, начались их поиски. Их тела обнаружили в воде Штарнбергского озера на мелководье, около 23:00 того же дня. По официальной версии, доктор пытался предотвратить самоубийство короля и при этом утонул сам. Но эта версия вскоре подверглась сомнению. Король был вполне адекватен и не выказывал никаких признаков сумасшествия. По другой распространённой версии, это было политическое убийство неудобного и неуправляемого короля. Его спешно убили на второй день госпитализации именно по причине того, чтобы не допустить назревающей независимой экспертизы его вменяемости, которая могла вернуть его на трон, а профессор мог проговориться о заинтересованной стороне и потому также стал жертвой инсценировки самоубийства. Точная картина произошедшего тем вечером на берегу Штарнбергского озера осталась неизвестной ещё и по причине множества путаных показаний в докладах полиции, данных прессе в разное время о деталях расследования .
Отпевание короля проходило 14 июня 1886 года. Карета с гробом прибыла в Мюнхенскую резиденцию ранним утром 15 июня. Людвиг II похоронен 19 июня 1886 года в усыпальнице церкви Святого Михаила.

## Замки

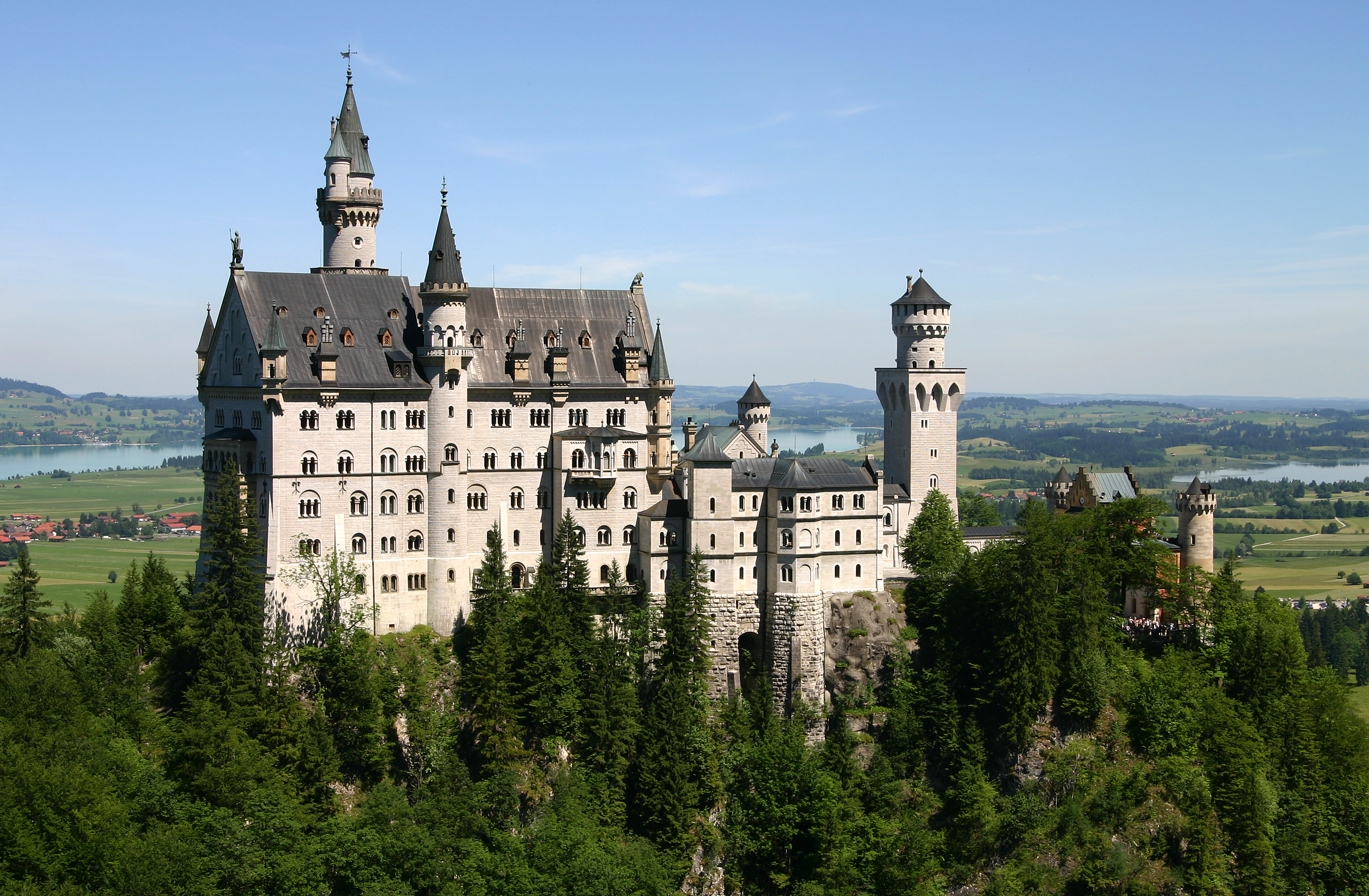
Замок Нойшванштайн

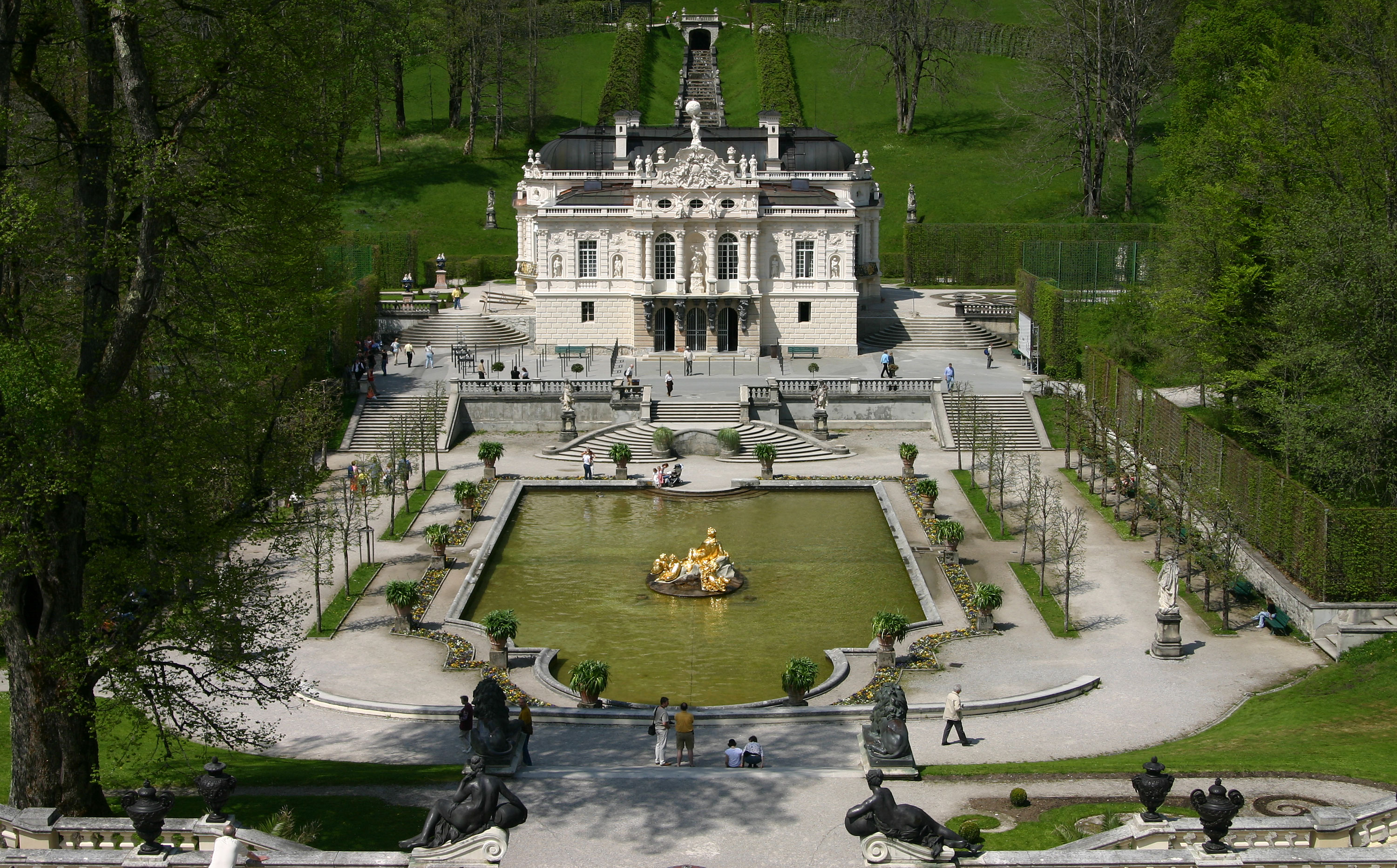
Замок Линдерхоф

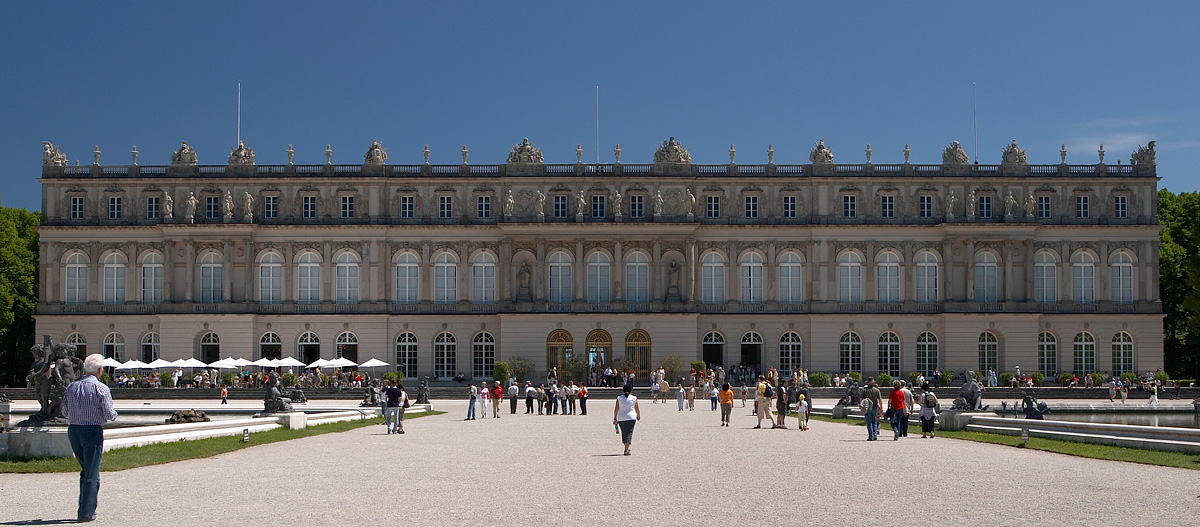
Замок Херренкимзе, садовый фасад

Сегодня посетители отдают дань уважения королю Людвигу, посещая его могилу, а также его замки. Как ни странно, те самые замки, которые, как говорили в то время в Баварии, были пустой тратой денег со стороны короля и разоряли бюджет, сегодня стали сверхприбыльными туристическими достопримечательностями для баварской федеральной земли. Дворцы, переданные государству сыном Людвига III, наследным принцем Рупрехтом в 1923 году, уже многократно окупили себя и каждый год привлекают в Германию миллионы туристов со всего мира.

### Замок Нойшванштайн
Король Людвиг поделился своими идеями о строительстве нового замка с Рихардом Вагнером в 1868 году. Первый камень в основание замка был заложен 5 сентября 1869 года. Дворец замка, ставшего излюбленной резиденцией Людвига, был готов в 1884 году.
Замок украшен изнутри также сценами из любимой оперы Людвига «Лоэнгрин» (Я сын Парсифаля, хранителя чаши Грааля и т. д.).

### Королевский дом на Шахене
В 1869—1872 годах в горах Веттерштайн по указанию Людвига был построен альпийский деревянный дом на горе Шахен. С середины 1870-х годов Людвиг проводил здесь в уединении свой день рождения. В скромном доме на втором этаже находится оформленная в восточном стиле «турецкая комната».

### Замок Линдерхоф
Замок Линдерхоф был построен в 1874—1878 годах на месте так называемого «королевского домика» его отца Максимилиана II. Замок Линдерхоф является самым маленьким из трёх построенных Людвигом замков, но единственным, достроенным до конца. Для его освещения была построена первая в мире тепловая электростанция. Людвиг проживал в этом замке длительное время.

### Замок Херренкимзее
Людвиг приобрёл остров Херренинзель на Кимзее 26 сентября 1873 года. Здесь Людвиг планировал возвести полную копию Версальского дворца.

## Образ в культуре и искусстве
- В Баварии существуют общества почитателей Людвига II.

### В театре
- С судьбой Людвига Баварского связывается замысел балета Петра Чайковского «Лебединое озеро».
- В 1939 году король выступил в качестве главного персонажа сюрреалистического балета «Вакханалия». Спектакль на музыку из оперы Рихарда Вагнера «Тангейзер» в постановке Леонада Мясина оформил Сальвадор Дали.
- 2000 — мюзикл «Людвиг II — тоска по раю».

### В кинематографе
- 1930 — «Людвиг II, король Баварии[англ.]», режиссёр и исполнитель роли Людвига — Уильям Дитерле (Германия);
- 1955 — «Волшебный огонь[англ.]», режиссёр Уильям Дитерле, в роли Людвига — Герхард Ридман[англ.] (США);
- 1955 — «Людвиг II: Блеск и падение короля», режиссёр Хельмут Койтнер, в главной роли — Отто Фишер;
- 1972 — «Людвиг», режиссёр Лукино Висконти, в главной роли — Хельмут Бергер;
- 1972 — «Людвиг — реквием по королю-девственнику», режиссёр Ханс-Юрген Зиберберг (Германия);
- 1993 — «Людвиг 1881[нем.]», режиссёры Фоско[нем.] и Донателло Дубини, главную роль двадцать лет спустя вновь исполнил Хельмут Бергер (Швейцария);
- 2001 — «София – страстная принцесса», в роли Людвига — Тони Аранго (многосерийный фильм, Германия);
- 2001 — «Людвиг Баварский. Возвращение Лоэнгрина» (пр-во «Альтаир-ТВ», Россия);
- 2012 — «Людвиг Баварский» (нем. Ludwig II.), историко-биографическая драма режиссёров М. Ноэль и П. Зера, в роли Людвига снялись Сабин Тамбреа и Себастьян Шиппер (Германия);
- Людвиг II является одним из главных героев мультсериала «Сисси — молодая императрица[итал.]» (Италия, 2015—2020).

### В литературе
- 1947 — «Король Людвиг II Баварский и Рихард Вагнер» (нем. König Ludwig II. von Bayern und Richard Wagner), роман немецкой писательницы Аннетты Кольб.
- 1998 — «Золото и безумие над Баварией», роман испанского писателя Луиса Антонио де Вильены.
- 2011 — «Заговор Людвига», книга Оливера Пётча (в 2017 году переведена на русский язык).
- Людвиг II является одним из главных героев комиксов Алекса Элиса[фр.] «Звёздный замок[фр.]».

### В музыке
- О короле Людвиге, его жизни и смерти сложено много народных песен.
- Немецкий музыкант Клаус Шульце посвятил Людвигу II одну из инструментальных композиций альбома X.
- Людвигу II посвящен концептуальный альбом Legend of the Shadowking (2010) немецкой пауэр-металлической группы Freedom Call.

### В играх
- 2014 — настольная игра «Замки безумного короля Людвига» (Castles of Mad King Ludwig). Автор игры — Тед Олспак (Ted Alspach).
- 2023 — образ Людвига используется в компьютерной игре Civilization VI: Leader pass.
- В сюжете компьютерной игры Gabriel Knight 2: The Beast Within использованы биография Людвига II и баварские легенды о нём.